# Towarzysz generał idzie na wojnę
Towarzysz generał idzie na wojnę – film dokumentalny Grzegorza Brauna i Roberta Kaczmarka wyprodukowany w 2011 roku.
Jego fabuła dotyczy osoby Wojciecha Jaruzelskiego, generała armii, ostatniego przywódcy Polskiej Rzeczypospolitej Ludowej i prezydenta RP w latach 1989–1990 oraz „przedstawia proces przygotowywania, wdrażania i realizacji stanu wojennego w Polsce ogłoszonego 13 grudnia 1981 i kwestię ewentualnego zagrożenia interwencją sowiecką”.
W filmie wypowiadają się historycy: prof. Andrzej Paczkowski, prof. Antoni Dudek, dr Lech Kowalski, dr Grzegorz Majchrzak, Piotr Gontarczyk, Sławomir Cenckiewicz, dr Bogdan Musiał oraz prof. Richard Pipes i Władimir Bukowski.
Płyta z filmem była dystrybuowana wraz z wydaniem tygodnika „Gazeta Polska” z 12 grudnia 2012. Film został także wydany na DVD wraz z książką pod tym samym tytułem. Film był pokazywany na Polsko-Ukraińskim Wędrującym Festiwalu Filmowym BO! w 2012 oraz podczas 25. Festiwalu Filmu Polskiego w Ameryce w 2013, gdzie był anonsowany także pod anglojęzycznym tytułem Comrade general is going to war. Był również emitowany publicznie pod auspicjami i patronatem Instytutu Pamięci Narodowej. Film został kilkakrotnie wyemitowany na kanale Planète+. 30 stycznia 2016 został po raz pierwszy wyemitowany w TVP Historia w ramach nowego cyklu pt. „Półkowniki III RP”.